# Liga Leumit 2010/11
Die Liga Leumit 2010/11 war die zwölfte Spielzeit als der nur noch zweithöchsten israelischen Fußballliga. Sie begann am 20. August 2010 und endete am 20. Mai 2011.

## Vereine
| Verein                      | Stadt           | Vorsaison |
| --------------------------- | --------------- | --------- |
| Hapoel Ra’anana             | Ra’anana        | 1. Liga   |
| Maccabi Ahi Nazareth        | Nazareth        | 1. Liga   |
| Maccabi Herzlia             | Herzlia         | 2. Liga   |
| Hapoel Kfar Saba            | Kfar Saba       | 2. Liga   |
| Hapoel Bnei Lod             | Lod             | 2. Liga   |
| Hakoah Amidar Ramat Gan     | Ramat Gan       | 2. Liga   |
| Hapoel Ironi HaScharon      | Ramat haScharon | 2. Liga   |
| Maccabi Ironi Bat Jam       | Bat Jam         | 2. Liga   |
| Hapoel Nazareth Illit       | Nazareth Illit  | 2. Liga   |
| Sekzia Nes Ziona            | Nes Ziona       | 2. Liga   |
| Hapoel Ironi Rischon LeZion | Rischon LeZion  | 2. Liga   |
| Beitar Shimshon Tel Aviv    | Tel Aviv        | 2. Liga   |
| FC Ahva Arraba              | Arraba          | 2. Liga   |
| Maccabi Be’er Scheva        | Be’er Scheva    | 2. Liga   |
| Hapoel Herzlia              | Herzlia         | 3. Liga   |
| Maccabi Ironi Jatt          | Umm al-Fahm     | 3. Liga   |

## Vorrunde
In der Vorrunde wurde eine Doppelrunde zwischen allen 16 Mannschaften ausgespielt. Anschließend qualifizierten sich die sechs bestplatzierten Vereine für die Aufstiegsrunde. Die Teams auf den Plätzen 7 bis 10 spielten in der Platzierungsrunde. Die letzten sechs Vereine spielten in der Abstiegsrunde gegen den Abstieg in die drittklassige Liga Alef.

### Tabelle
| Pl. | Verein                      | Sp. | S  | U  | N  | Tore    | Diff. | Punkte |
| --- | --------------------------- | --- | -- | -- | -- | ------- | ----- | ------ |
| 1.  | Hapoel Kfar Saba            | 30  | 20 | 6  | 4  | 049:270 | +22   | 66     |
| 2.  | Hapoel Ironi HaScharon      | 30  | 17 | 9  | 4  | 048:240 | +24   | 60     |
| 3.  | Maccabi Herzlia             | 30  | 15 | 8  | 7  | 033:150 | +18   | 53     |
| 4.  | Hapoel Ironi Rischon LeZion | 30  | 15 | 7  | 8  | 049:260 | +23   | 52     |
| 5.  | Hapoel Ra’anana (A)         | 30  | 12 | 10 | 8  | 035:210 | +14   | 46     |
| 6.  | Sekzia Nes Ziona            | 30  | 12 | 10 | 8  | 027:190 | +8    | 46     |
| 7.  | Hapoel Herzlia (N)          | 30  | 13 | 7  | 10 | 041:340 | +7    | 46     |
| 8.  | Hapoel Bnei Lod             | 30  | 11 | 12 | 7  | 033:260 | +7    | 45     |
| 9.  | Beitar Shimshon Tel Aviv    | 30  | 9  | 7  | 14 | 040:420 | −2    | 34     |
| 10. | Maccabi Ahi Nazareth (A) 1  | 30  | 11 | 9  | 10 | 041:370 | +4    | 33     |
| 11. | Maccabi Be’er Scheva        | 30  | 7  | 11 | 12 | 029:380 | −9    | 32     |
| 12. | Maccabi Ironi Bat Jam       | 30  | 5  | 14 | 11 | 023:360 | −13   | 29     |
| 13. | Hakoah Amidar Ramat Gan     | 30  | 5  | 9  | 16 | 028:480 | −20   | 24     |
| 14. | Hapoel Nazareth Illit 2     | 30  | 9  | 5  | 16 | 031:430 | −12   | 23     |
| 15. | Maccabi Ironi Jatt (N)      | 30  | 3  | 10 | 17 | 022:590 | −37   | 19     |
| 16. | FC Ahva Arraba 3            | 30  | 5  | 8  | 17 | 019:530 | −34   | 13     |

Platzierungskriterien: 1. Punkte – 2. Tordifferenz – 3. Siege – 4. geschossene Tore – 5. Direkter Vergleich (Punkte, Tordifferenz, geschossene Tore) – 6. Play-off-Spiel
| (A) | Absteiger aus der Ligat ha’Al 2009/10 |
| (N) | Neuaufsteiger der letzten Saison      |

## Aufstiegsrunde
Die Vereine auf den Plätzen 1–6 nach der Vorrunde spielten im Anschluss um den Aufstieg. Dabei wurden die erreichten Punkte aus den 30 Vorrundenspiele halbiert und aufgerundet. Zwischen den sechs Teams wurde eine Einfachrunde ausgetragen. Die drei bestplatzierten Vereine der Vorrunde erhielten dabei ein Heimspiel mehr als die anderen drei. Nach Abschluss der Runde stiegen die beiden besten Mannschaften direkt in die Ligat ha’Al auf. Der Drittplatzierte spielte in einem Relegationsspiel gegen den 14. der Ligat ha’Al um den Aufstieg.

### Abschlusstabelle
| Pl. | Verein                      | Sp. | S  | U  | N  | Tore    | Diff. | Punkte |
| --- | --------------------------- | --- | -- | -- | -- | ------- | ----- | ------ |
| 1.  | Hapoel Ironi HaScharon      | 35  | 19 | 11 | 5  | 055:280 | +27   | 38     |
| 2.  | Hapoel Ironi Rischon LeZion | 35  | 18 | 8  | 9  | 057:310 | +26   | 36     |
| 3.  | Hapoel Kfar Saba            | 35  | 20 | 9  | 6  | 054:360 | +18   | 36     |
| 4.  | Maccabi Herzlia             | 35  | 17 | 10 | 8  | 041:210 | +20   | 35     |
| 5.  | Hapoel Ra’anana (A)         | 35  | 14 | 11 | 10 | 043:270 | +16   | 30     |
| 6.  | Sekzia Nes Ziona            | 35  | 13 | 11 | 11 | 031:290 | +2    | 27     |

Platzierungskriterien: 1. Punkte – 2. Tordifferenz – 3. Siege – 4. geschossene Tore – 5. Direkter Vergleich (Punkte, Tordifferenz, geschossene Tore) – 6. Play-off-Spiel
| (A) | Absteiger aus der Ligat ha’Al 2009/10 |
| (N) | Neuaufsteiger der letzten Saison      |

## Platzierungsrunde
Die Vereine auf den Plätzen 7–10 nach der Vorrunde bestritten im Anschluss Platzierungsspiele. Dabei wurden die in der Vorrunde erreichten Punkte halbiert und aufgerundet. Zwischen den vier Teams wurde eine Einfachrunde ausgetragen.

### Abschlusstabelle
| Pl. | Verein                   | Sp. | S  | U  | N  | Tore    | Diff. | Punkte |
| --- | ------------------------ | --- | -- | -- | -- | ------- | ----- | ------ |
| 7.  | Hapoel Herzlia (N)       | 33  | 15 | 8  | 10 | 046:370 | +9    | 30     |
| 8.  | Hapoel Bnei Lod          | 33  | 11 | 13 | 9  | 036:310 | +5    | 24     |
| 9.  | Maccabi Ahi Nazareth (A) | 33  | 12 | 11 | 10 | 046:410 | +5    | 22     |
| 10. | Beitar Shimshon Tel Aviv | 33  | 9  | 9  | 15 | 044:470 | −3    | 19     |

Platzierungskriterien: 1. Punkte – 2. Tordifferenz – 3. Siege – 4. geschossene Tore – 5. Direkter Vergleich (Punkte, Tordifferenz, geschossene Tore) – 6. Play-off-Spiel
| (A) | Absteiger aus der Ligat ha’Al 2009/10 |
| (N) | Neuaufsteiger der letzten Saison      |

## Abstiegsrunde
Die Vereine auf den Plätzen 11–16 nach der Vorrunde spielten im Anschluss gegen den Abstieg. Dabei wurden die in der Vorrunde erreichten Punkte halbiert und aufgerundet. Zwischen den sechs Teams wurde eine Einfachrunde ausgetragen. Die drei Vereine, die die Plätze 11–13 in der Vorrunde belegten erhielten dabei ein Heimspiel mehr als die anderen drei. Nach Abschluss der Runde stiegen die Mannschaften auf den Rängen 15 und 16 in die drittklassige Liga Alef ab. Das drittletzte Team musste gegen den Dritten der Liga Alef ein Relegationsspiel austragen.

### Abschlusstabelle
| Pl. | Verein                  | Sp. | S  | U  | N  | Tore    | Diff. | Punkte |
| --- | ----------------------- | --- | -- | -- | -- | ------- | ----- | ------ |
| 14. | Hapoel Nazareth Illit   | 35  | 12 | 7  | 16 | 043:460 | −3    | 23     |
| 11. | Maccabi Be’er Scheva    | 35  | 8  | 14 | 13 | 033:420 | −9    | 22     |
| 12. | Maccabi Ironi Bat Jam   | 35  | 7  | 15 | 13 | 029:440 | −15   | 22     |
| 13. | Hakoah Amidar Ramat Gan | 35  | 7  | 12 | 16 | 032:500 | −18   | 21     |
| 15. | Maccabi Ironi Jatt (N)  | 35  | 4  | 11 | 20 | 027:660 | −39   | 14     |
| 16. | FC Ahva Arraba          | 35  | 6  | 8  | 21 | 021:620 | −41   | 10     |

Platzierungskriterien: 1. Punkte – 2. Tordifferenz – 3. Siege – 4. geschossene Tore – 5. Direkter Vergleich (Punkte, Tordifferenz, geschossene Tore) – 6. Play-off-Spiel
| (N) | Neuaufsteiger der letzten Saison |

## Relegation
Aufstieg
Der Dritte der zweiten Liga spielte gegen den 14. der ersten Liga, Hapoel Petach Tikwa, um den Aufstieg.
Die Spiele fanden am 24. und 27. Mai 2011 im Ramat-Gan-Stadion in Ramat Gan statt. Der Erstligist gewann. Demnach blieben beide Vereine in ihren jeweiligen Ligen.
|                     | Gesamt |                  | Hinspiel | Rückspiel |
| ------------------- | ------ | ---------------- | -------- | --------- |
| Hapoel Petach Tikwa | 5:1    | Hapoel Kfar Saba | 4:1      | 1:0       |

Abstieg
Der 14. der zweiten Liga spielte gegen den Relegationssieger der dritten Liga, Maccabi Kabilio Jaffa, um den Klassenerhalt. Hakoah Amidar Ramat Gan gewann und konnte somit die Klasse halten. Die Spiele fanden am 26. und 31. Mai 2011 statt.
|                       | Gesamt |                         | Hinspiel | Rückspiel |
| --------------------- | ------ | ----------------------- | -------- | --------- |
| Maccabi Kabilio Jaffa | 2:3    | Hakoah Amidar Ramat Gan | 1:2      | 1:1       |